# Valérie Tétreault
Valérie Tétreault, née le 21 janvier 1988 à Saint-Jean-sur-Richelieu, Québec, est une ancienne joueuse de tennis professionnelle canadienne, qui était entraînée par Jack Cinciripini. Elle occupe depuis sa retraite un emploi à la fédération canadienne de tennis en communications et commente le tennis pour la chaîne TVA Sports.
Elle est championne junior nationale à 18 ans.
Elle atteint en 2009 le tableau principal de l'US Open, puis en 2010 celui de l'Open d'Australie.
En 2009, elle progresse de près de 300 positions dans le classement mondial et elle atteint la 112e position en février 2010, mais elle se blesse à la cheville lors du tournoi de Roland-Garros et se sépare de son entraîneur, entraînant une chute subséquente au classement,.
Le 9 décembre 2010, Valérie Tétreault annonce sa retraite sportive à la presse.
Elle fait un bref retour en octobre 2011 sur le circuit au tournoi ITF de Saguenay, où elle est éliminée au dernier tour de qualification. À la suite de cette défaite, elle envisage de prendre part à d'autres tournois sur le territoire canadien.

## Palmarès

### Titre en simple dames
Aucun

### Finale en simple dames
Aucune

### Titre en double dames
Aucun

### Finale en double dames
Aucune

## Parcours en Grand Chelem

### En simple dames
| Année | Open d'Australie | Open d'Australie | Internationaux de France | Internationaux de France | Wimbledon | Wimbledon | US Open         | US Open       |
| ----- | ---------------- | ---------------- | ------------------------ | ------------------------ | --------- | --------- | --------------- | ------------- |
| 2009  | -                | -                | -                        | -                        | -         | -         | 1er tour (1/64) | M. Rybáriková |
| 2010  | 1er tour (1/64)  | Kim Clijsters    | -                        | -                        | -         | -         | -               | -             |

À droite du résultat, l’ultime adversaire.

### En double dames
N'a jamais participé à un tableau final.

### En double mixte
N'a jamais participé à un tableau final.

## Parcours en «Premier Mandatory» et «Premier 5»
Découlant d'une réforme du circuit WTA inaugurée en 2009, les tournois WTA « Premier Mandatory » et « Premier 5 » constituent les catégories d'épreuves les plus prestigieuses, après les quatre levées du Grand Chelem.

### En simple dames
| Année |              | Premier Mandatory | Premier Mandatory | Premier Mandatory | Premier Mandatory |       | Premier 5 | Premier 5 | Premier 5  | Premier 5                    | Premier 5 | Premier 5 | Premier 5 |
| Année | Indian Wells | Miami             | Madrid            | Pékin             |                   | Dubaï | Rome      | Canada    | Cincinnati |                              | Tokyo     |           |           |
| Année | Indian Wells | Miami             | Madrid            | Pékin             |                   | Doha  | Rome      | Canada    | Cincinnati |                              | Wuhan     |           |           |
| Année | Indian Wells | Miami             | Madrid            | Pékin             |                   |       | Rome      | Canada    | Cincinnati |                              |           |           |           |
| 2009  |              |                   |                   |                   |                   |       |           |           |            | 1er tour (1/32) Ágnes Szávay |           |           |           |
| 2010  |              |                   |                   |                   |                   |       |           |           |            | 1er tour (1/32) M. Bartoli   |           |           |           |

Sous le résultat, l’ultime adversaire.

## Parcours en Fed Cup
| #                                                               | Date       | Lieu     | Surface         | Gagnante(s)       | Perdante(s)       | Score          |          |
|                                                                 |            |          |                 |                   |                   |                |          |
| 2010 - Barrage (groupe mondial II) - Canada - Argentine - 5 : 0 |            |          |                 |                   |                   |                |          |
| 1                                                               | 24/04/2010 | Montréal | Moquette (int.) | Valérie Tétreault | Jorgelina Cravero | 6-4, 6-3       | Parcours |
| 1                                                               | 24/04/2010 | Montréal | Moquette (int.) | Valérie Tétreault | Paula Ormaechea   | 6-76, 6-1, 6-1 | Parcours |

## Classements WTA

### Classements en simple en fin de saison
| Année | 2003 | 2004 | 2005 | 2006 | 2007 | 2008 | 2009 | 2010 |
| Rang  | 929  | 1138 | 936  | 239  | 315  | 414  | 133  | 195  |

Source : (en) « Classements de Valérie Tétreault », sur le site officiel du WTA Tour

### Classements en double en fin de saison
| Année | 2006 | 2007 | 2008 | 2009 | 2010 |
| Rang  | 400  | 355  | 592  | 364  | 520  |

Source : (en) « Classements de Valérie Tétreault », sur le site officiel du WTA Tour